# Stephanie Caleb
Stephanie Caleb ist eine US-amerikanische Filmproduzentin. Einmal trat sie im Film Re-Kill (2013) auch als Schauspielerin auf. Ihr Schaffen seit 2007 beläuft sich auf über 30 Produktionen.

## Filmografie (Auswahl)
Als Filmproduzentin
- 2012: Leprechaun's Revenge (Fernsehfilm)
- 2012: The Philly Kid – Never Back Down (The Philly Kid)
- 2014: Black Eyed Dog

Als Co-Produzentin/Executive Producer
- 2007: Captivity
- 2009: Butterfly Effect 3 – Die Offenbarung (The Butterfly Effect 3: Revelations)
- 2009: Slaughter
- 2009: Perkins’ 14
- 2009: Gegen jeden Zweifel (Beyond a Reasonable Doubt)
- 2011: The Task
- 2011: Seconds Apart
- 2011: Husk – Erntezeit! (Husk)
- 2011: Fertile Ground
- 2011: 51
- 2011: Scream of the Banshee (Fernsehfilm)
- 2012: Transit
- 2012: Stash House
- 2012: El Gringo
- 2012: Children of Sorrow
- 2013: Dark Circles
- 2013: Getaway
- 2013: Enemies Closer – Gefährlich nah (Enemies Closer)
- 2013: Ritual
- 2013: Re-Kill
- 2014: Cake
- 2014: Black Eyed Dog
- 2015: Maneater – Der Tod aus der Kälte (Unnatural)